# DAF YA-616

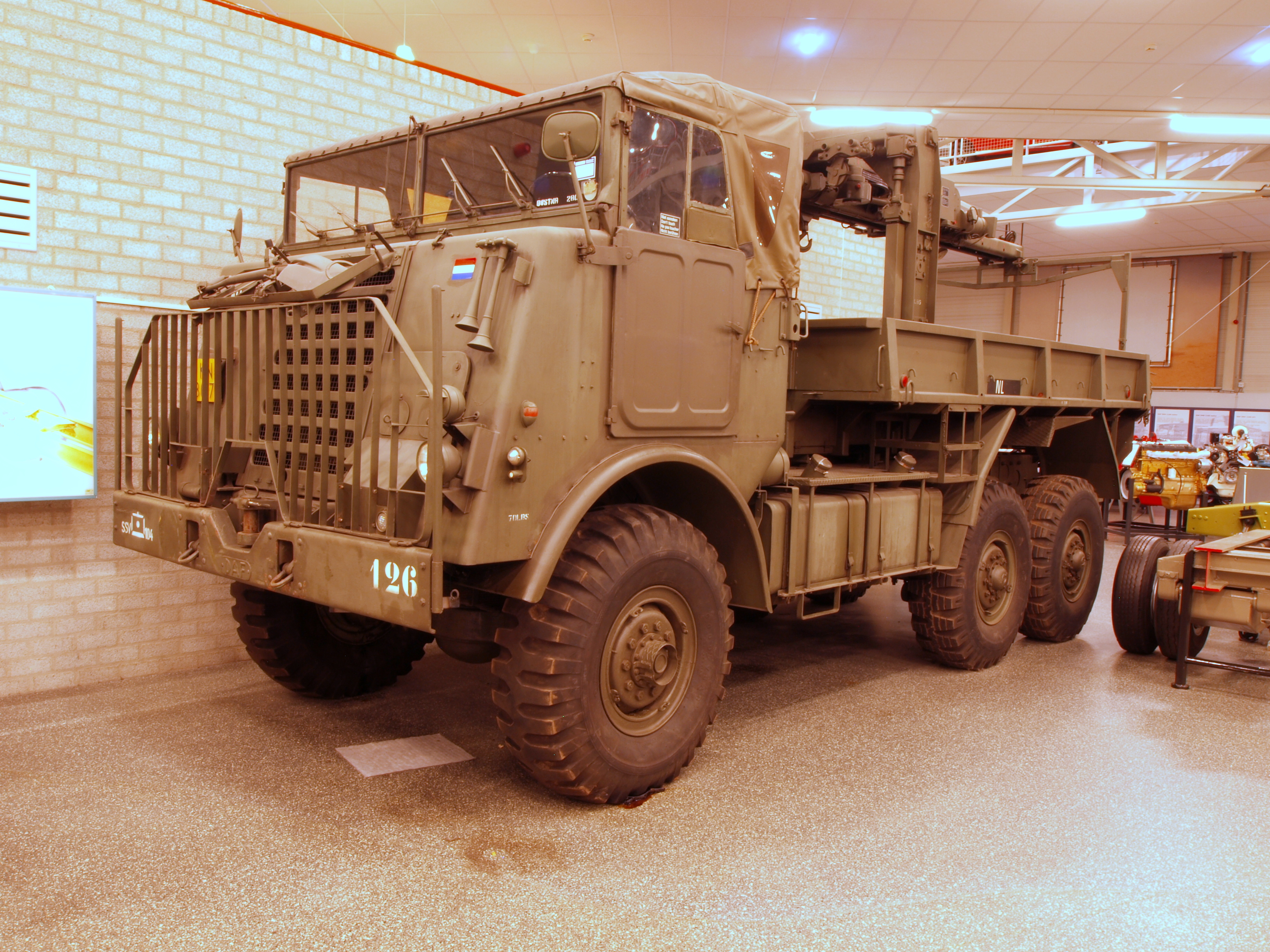
DAF YA 616

Der DAF YA-616 und DAF YA-626 waren schwere militärische Lkw, die DAF für die niederländische Armee von 1959 bis 1969 produzierte.

## Modellhistorie
In den 1950er-Jahren bestand der Fuhrpark der königlichen niederländischen Armee hauptsächlich aus Fahrzeugen der Alliierten vom Zweiten Weltkrieg. Die Wartung und Lieferung von Ersatzteilen für die nicht mehr produzierten ursprünglichen britischen und amerikanischen Fahrzeuge wurde zunehmend ein logistisches Problem und eine Erneuerung wurde daher notwendig. Für die Artillerie wurden die bis dahin verwendeten Artillerieschlepper durch die neu eingeführten DAF YA-328 ersetzt. Für mittlere und schwere Artillerie waren noch der M4-Artillerie-Traktor und ein 6-Tonnen Mack Lkw mit Allradantrieb im Einsatz. Die Armee wollte diese Typen ersetzen und an der Produktion waren DAF und Van Twist interessiert. Beide wurden beauftragt einen Prototyp zu entwickeln.
Beide Prototypen wurden im September 1955 an die Armee geliefert und sowohl im Inland als auch im Ausland getestet. Beide Fahrzeuge hatten zuerst Mängel, die DAF aber mit größerer Flexibilität beseitigen konnte. Dadurch erhielt 1958 DAF den Auftrag, 140 DAF YA-616 als Artillerie-Zugmaschine und 104 Stück als Kipperfahrzeug zu liefern.

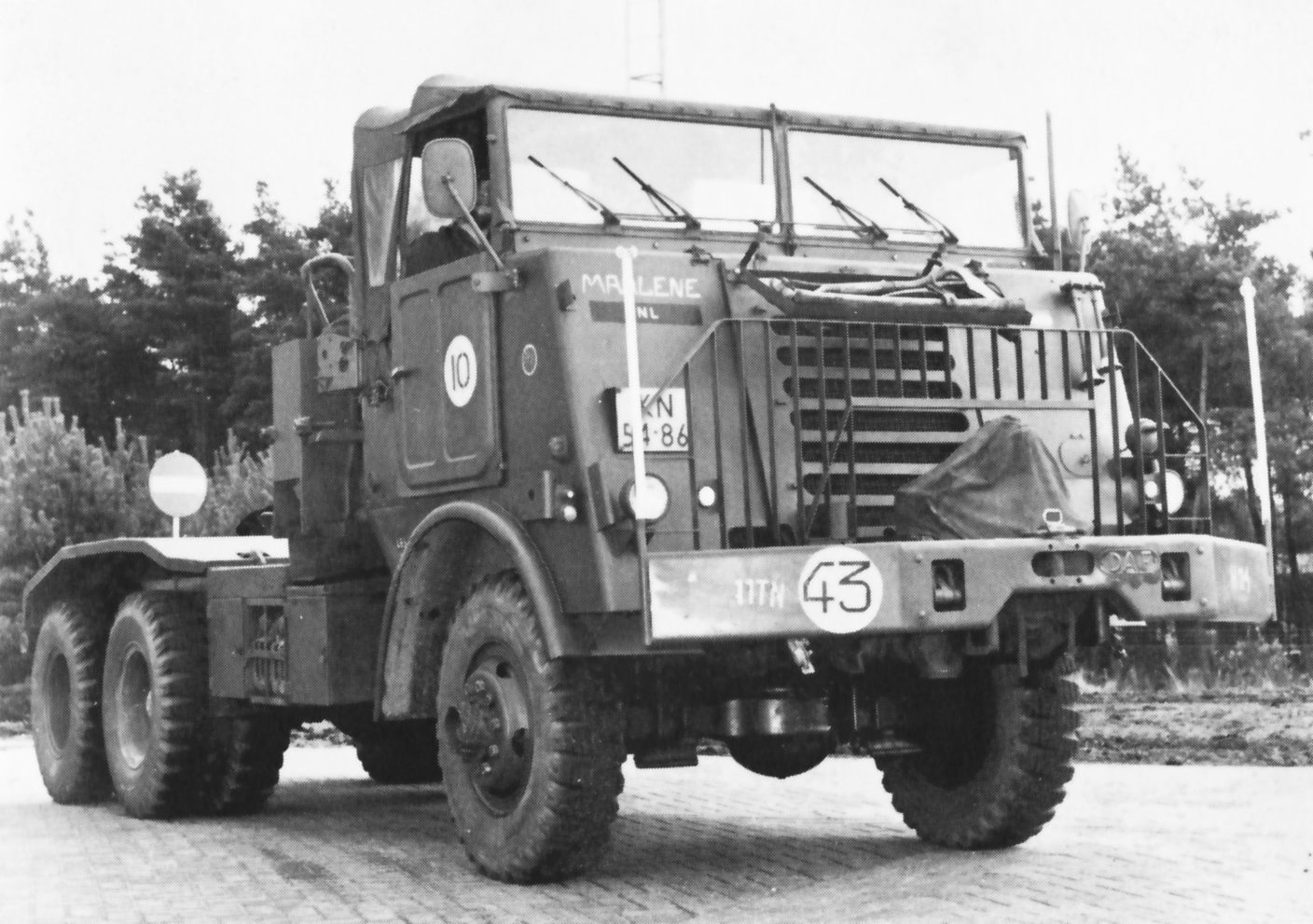
DAF YT 616

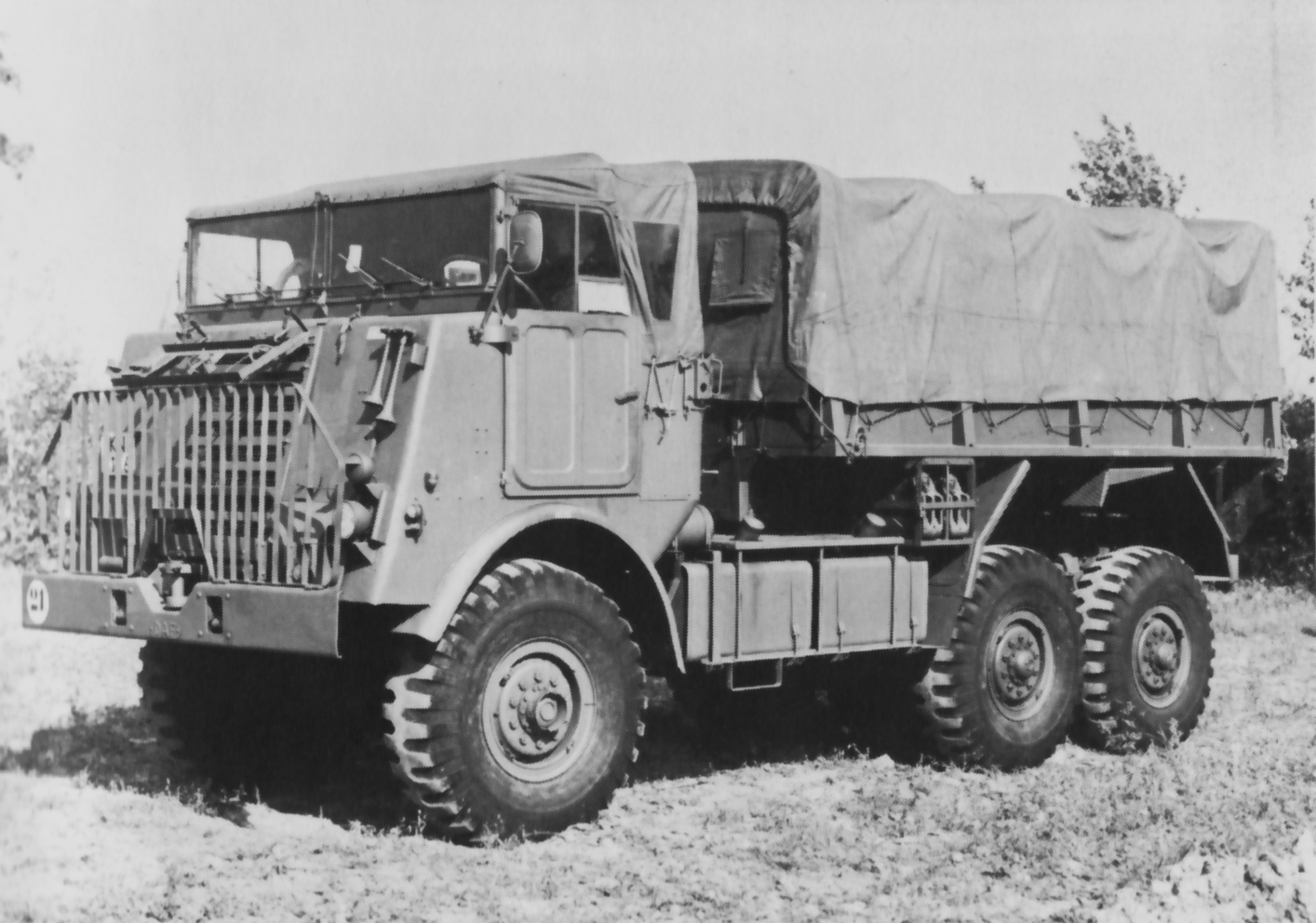
DAF YA 616 VL

Der 616 war für seine robuste Bauweise und die hohe Durchzugskraft bekannt, aber auch berüchtigt wegen des hohen Kraftstoffverbrauchs; so war 1 Liter Benzin pro Kilometer keine Ausnahme. Der Preis eines Fahrzeugs betrug 140.000 Gulden. Dieser Preis wurde auf das Armaturenbrett geschrieben, wahrscheinlich um die Fahrer zur Schonung des Materials anzuhalten.

## Typenbezeichnung
Die offizielle Bezeichnung wurde in der folgenden Weise hergestellt;
- Y = Militärfahrzeug
- A = Allgemein,
- B = Bergepanzer, Abschleppwagen
- F = (Fuel) Tanker,
- K = Kipper,
- T = Traktor (Sattelzugmaschine bzw. Zugfahrzeug für Anhänger)
- 6= Last in Tonnen,
- 1 oder 2= Serie 1. oder 2.
- 6= Die Anzahl der angetriebenen Räder

## Versionen
Der große Vorteil der Konstruktion war, dass das Chassis für eine Vielzahl von verschiedenen Modellen verwendet werden konnte:

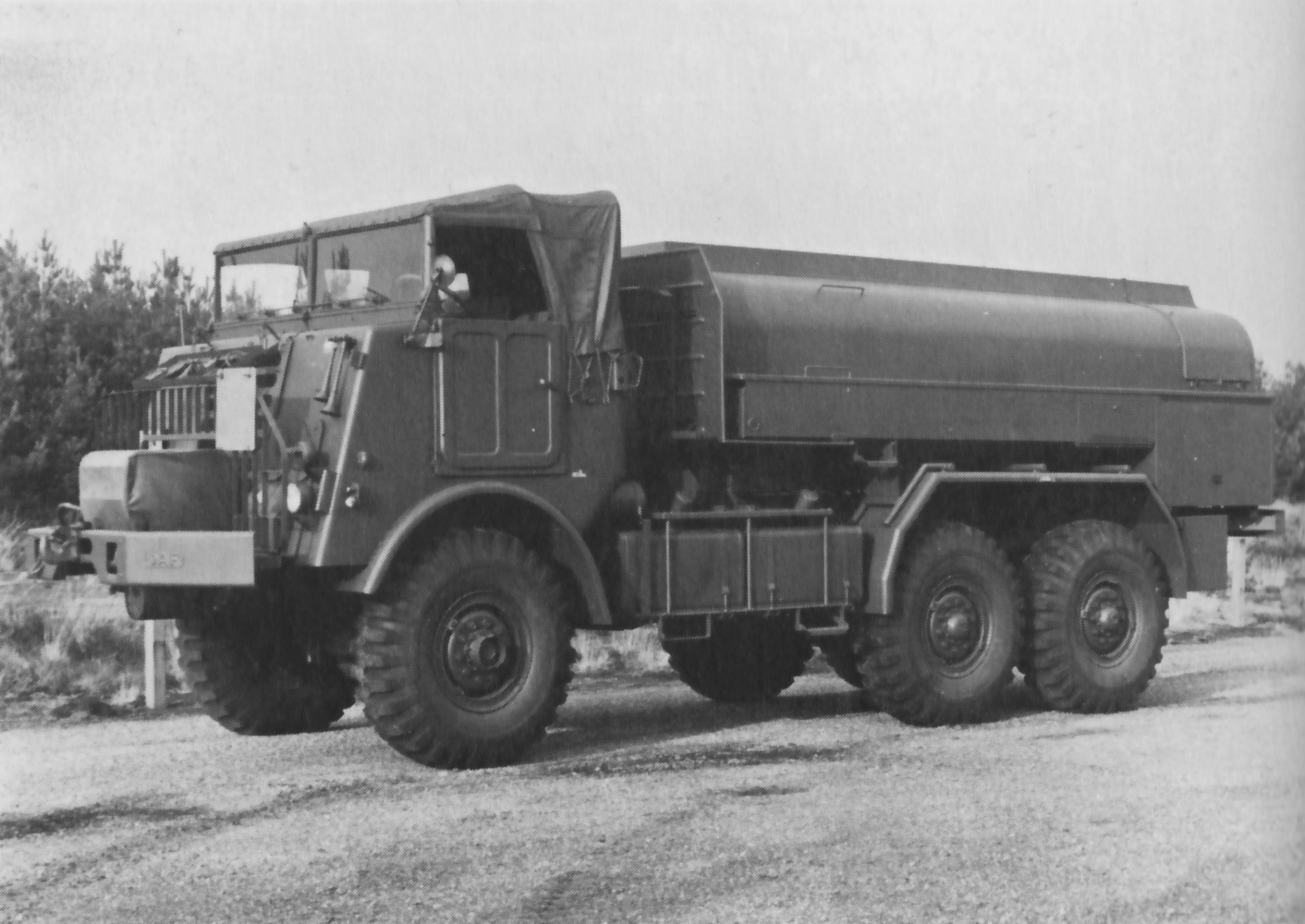
DAF YF-616

### YA-616
- A steht für General und wurde vor allem als Artillerieschlepper mit einer hinteren Tandemachse verwendet und ausgestattet mit einer Seilwinde und einer Kapazität von 9000 kg.

### YA 616 VL
In den späten 1960er-Jahren kam die Forderung nach einem 6-Tonnen-Lkw für den Transport von 20-Fuss Containern, weswegen der YA 616 VL zu diesem Zweck entwickelt wurde, auf Basis des Standard-YA-616-Pritschenwagens mit abnehmbarem Planenaufbau und einer hinteren Tandemachse.

### YT-616
- T stand für die Sattelzugmaschine, die gekoppelt mit einem Trailer mit 10 oder 25 Tonnen Nutzlast für den Transport von leichten Panzern gedacht war und mit einer Seilwinde mit einer Zugkraft von 9000 kg ausgestattet war. Angesichts des hohen Drucks hatte der YT eine Felgengröße von 7.50 × 20 und einer Reifengröße von 11.00 × 20.

### YF-616
Tankfahrzeug für schweres Gelände mit Felgengröße von 7.50 × 20 und einer Reifengröße von 11.00 × 20 sowie hinterer Tandemachse.

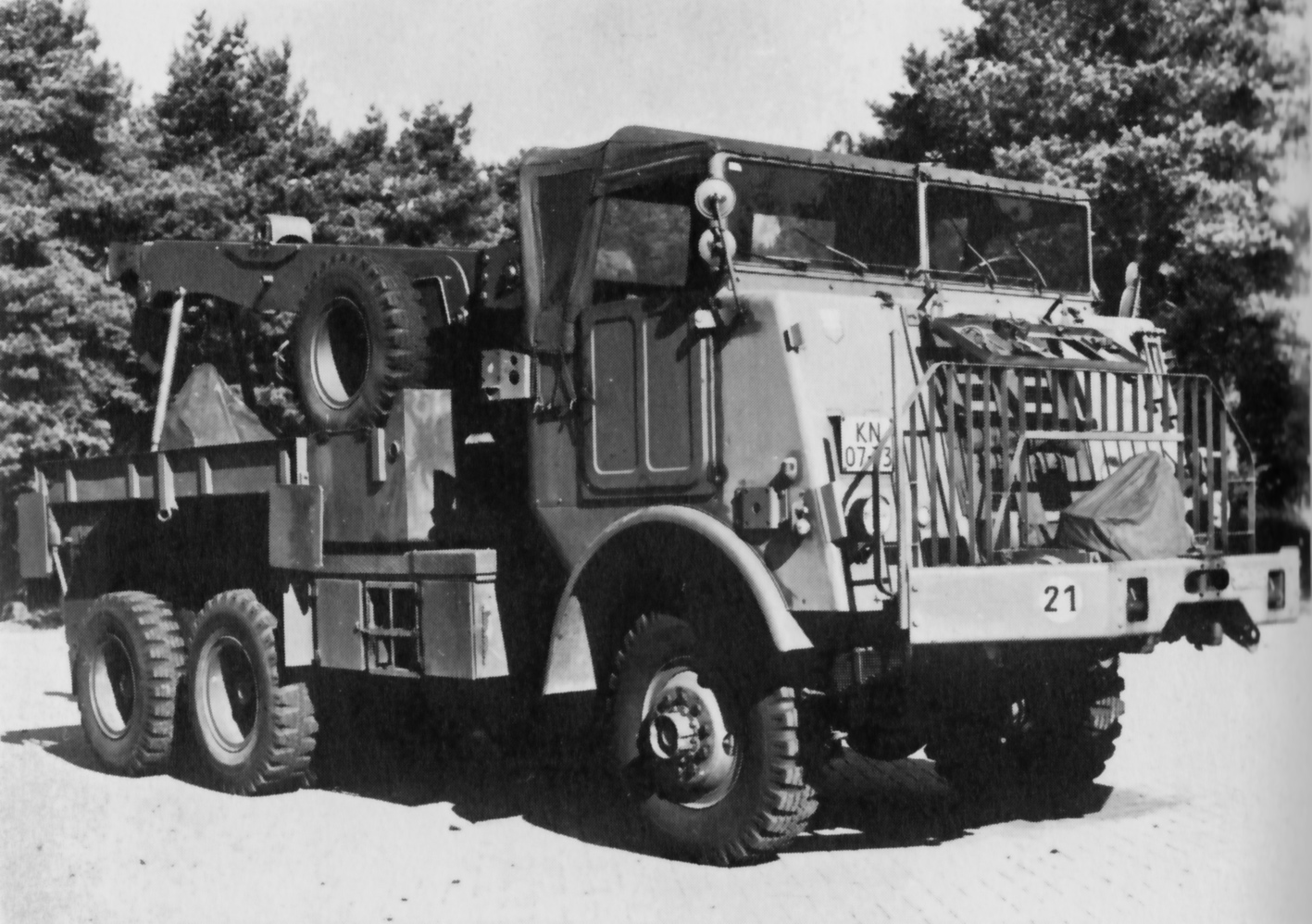
DAF YB 626

### YK-616
Kipperfahrzeug mit Felgengröße von 7.50 × 20 und einer Reifengröße von 11.00 × 20 sowie hinterer Tandemachse.

### YB-616
Bergefahrzeug mit zwei Seilwinden. Vorne Zugkraft 9.000 kg und hinten 20.000 kg, mit Felgengröße von 7.50 × 20 und einer Reifengröße von 11.00 × 20.

### YB 626
Ein YB 616 mit schwererer Vorderachse und Reifen im Format 10.00 × 20 sowie hinterer Tandemachse ausgestattet. Hinten war die Reifengröße 14.00 × 20.

## Produktionszahlen und Typnummern
In Zeiten des Kalten Krieges hielten sich DAF und die Königliche Army immer sehr geheimnisvoll bei der Bekanntgabe der Stückzahlen. Diese wurden damals nicht immer in chronologischer Reihenfolge angegeben. Die später bekannt gegebene Gesamtproduktion der 616/626 Serie ist 1.270 Einheiten.

### Royal Army
1955
- Typ: Prototyp YA 616
- 1 Stück

1959/1960
- Type: YA 616
- 140 Stück
- KN-55-KN-01 bis 56-40

1960
- Type: YT 616
- 100 Stück (1 Stück im Jahr 1959 geliefert)
- KN-KN-tm 51-00 51-99
- Type: YT 616
- 35 Stück
- KN-KN-tm 54-50 54-84
- Type: YK 616
- 104 Stück (1 Stück im Jahr 1959 geliefert)
- KN-KN-tm 56-41 57-44
- Type: YK 616
- 66 Stück
- KN-KN-tm 63-00 63-65

1961/1962
- Typ: YB 616
- 240 Stück (1 Stück im Jahr 1959 geliefert)
- KN-KN-tm 06-60 08-99

1963
- Type: YA 616
- 97 Stück
- KN-80-KN-01 bis 80-97
- Type: YA 616
- 27 Stück
- KN-KN-tm 80-98 81-24
- Type: YT 616
- 23 Stück
- KN-KN-tm 54-27 54-49
- Type: YT 616
- 5 Stück
- KN-KN-tm 54-85 54-89

1965
- Typ: YF 616
- 72 Stück
- KN-77-KN-01 bis 77-72
- Typ: YF 616
- 24 Stück
- KN-KN-tm 77-73 77-96

1967
- Typ: YA 616
- 46 Stück
- KN-KN-tm 81-25 81-70
- Type: YT 616
- 26 Stück
- KN-KN-tm 91-00 91-25

1968
- Type: YK 616
- 30 Stück
- KN-KN-tm 91-50 91-79

1968/1969
- Typ: YB 626
- 95 Stück
- KN-KN-tm 92-00 92-94
- Type: YA 616 VL
- 108
- KN-KN-tm 97-92 98-99

### Royal Air Force
1960
- Typ: YA 616
- 5 Stück
- LM 54-87 tm LM 54-91

1961/1962
- Typ: YB 616
- 23 Stück
- LM 44-25 tm LM 44-70
- Typ: YB 616
- 3 Stück
- LM 44-48 tm LM 44-50

## Technische Daten
Obwohl der Prototyp noch mit einem Hercules-Dieselmotor ausgerüstet war, erhielten alle Serienmodelle den gleichen Benzinmotor,
- Marke: Continental Red Seal R.
- Typ: 6-Zylinder, OHV, flüssigkeitsgekühlt
- Hubraum: 9866 cm³
- Leistung: 204 PS bei 2800 Umdrehungen pro Minute
- Max. Drehmoment 700 Nm bei 1400 Umdrehungen pro Minute

und ein synchronisiertes 5-Gang-Schaltgetriebe

## Abmessungen/Gewicht
YA 616
- Gewicht 10.850 kg
- Gesamtlänge: 7270 mm
- Gesamtbreite: 2450 mm
- Gesamthöhe: 3320 mm
- Radstand: 4160 mm

YT 616
- Gewicht 10.150 kg
- Gesamtlänge: 7300 mm
- Gesamtbreite: 2500 mm
- Gesamthöhe: 2845 mm
- Radstand: 4160 mm

YB 616/626
- Gewicht 15.670 kg
- Gesamtlänge: 8850 mm
- Gesamtbreite: 2500 mm
- Gesamthöhe: 3000 mm
- Radstand: 4160 mm

## Nachfolger
In den 1970er-Jahren wurde der YA-616 Artillerieschlepper ausgemustert ohne Nachfolger, durch das Aufkommen der mechanisierten Artillerie.
In den 1980er-Jahren wurden die YB-616/626 durch den DAF YBZ-3300 ersetzt.